# James Barclay
James Barclay (15. ožujka 1965.) je pisac epske fantazije.
Napisao je dvije trilogije Chronicles of The Raven, Legends of The Raven i novelu Light Stealer.
Njegov zadnji projekt je nova dvologija nazvana The Ascendants of Estorea. Prva knjiga, Cry Of The Newborn, je izdana u listopadu 2005.
Druga knjiga, A Shout For The Dead, izdana je u siječnju 2007.

## Biografija
18 godina je živio u Felixstoweu s roditeljima (Thea and Keith), dvije sestre (Nancy and Virginia) i starijim bratom (Mike).
Ljubav prema pisanju se razvila iz njegove ljubavi prema čitanju. Stariji brat ga je upoznao s žanrovima znanstvene fantastike i fantazije. Nakon iščitavanja mnogih knjiga iz ovog područja počeo je pisati u 11. godini. Prva priča koju je napisao s 13 godina bila je Troja: Dawn. Barclay tvrdi da je bila i još je prilično loša priča. Nakon toga napisao je i drugu priču s 15 godina nazvanu What Price, Civilization?

## Vanjske poveznice
- Službena stranica